# Weezer (The Red Album)
Weezer (The Red Album) è il sesto album in studio del gruppo alternative rock statunitense Weezer.

## Tracce
Testi e musiche di Rivers Cuomo.
1. Troublemaker – 2:44
2. The Greatest Man That Ever Lived (Variations on a Shaker Hymn) – 5:52
3. Pork and Beans – 3:09
4. Heart Songs – 4:06
5. Everybody Get Dangerous – 4:03
6. Dreamin' – 5:12
7. Thought I Knew – 3:01 (testo: Bell)
8. Cold Dark World – 3:51 (testo: Cuomo, Shriner)
9. Automatic – 3:07 (testo: Wilson)
10. The Angel and the One – 6:46

## Formazione
- Rivers Cuomo - voce, chitarra solista, percussioni
- Brian Bell - chitarra ritmica, voce, cori
- Scott Shriner - basso, voce, cori, sintetizzatore Korg R3[2]
- Patrick Wilson - batteria, percussioni, voce, cori, chitarra ritmica[3]

## Classifiche
| Classifica (2008)         | Posizione massima |
| ------------------------- | ----------------- |
| Australia                 | 21                |
| Austria                   | 39                |
| Belgio (Vallonia)         | 80                |
| Canada                    | 2                 |
| Francia                   | 81                |
| Germania                  | 60                |
| Giappone                  | 9                 |
| Norvegia                  | 21                |
| Nuova Zelanda             | 15                |
| Regno Unito               | 21                |
| Stati Uniti               | 4                 |
| Stati Uniti (alternative) | 2                 |
| Stati Uniti (rock)        | 2                 |